# Varian’s War – Ein vergessener Held
Varian’s War – Ein vergessener Held (englischer Originaltitel: Varian’s War) ist ein US-amerikanisch-britisch-kanadisches Filmdrama von Lionel Chetwynd aus dem Jahr 2001.

## Handlung
Der US-Amerikaner Varian Fry versucht während des Zweiten Weltkriegs, die in Deutschland bedrohten Juden zu retten. Als er feststellt, dass die Rettung aller Juden unmöglich ist, konzentriert er seine Bemühungen auf die Intellektuellen, um so wenigstens die kulturelle Seele Europas vor dem verbrecherischen Hitler-Regime zu retten.
Fry sammelt Spenden in den USA und reist nach Marseille, um den dort lebenden intellektuellen Juden die Flucht in die USA zu ermöglichen. Kaum im Vichy-Frankreich angekommen, muss er erkennen, dass ungeahnte Hindernisse auf ihn warten: Die bedrohten Intellektuellen wollen sich nicht helfen lassen, von der amerikanischen Botschaft wird jede Unterstützung verweigert, die Vichy-Regierung arbeitet mit der SS zusammen und verweigert allen Juden die Ausreise, und statt den Intellektuellen zur Flucht zu verhelfen, gibt Fry aus Mitleid sein Geld für die Unterstützung der in Marseille gestrandeten und festsitzenden Juden aus. Nach einer Einladung in der deutschen Kommandantur erkennt Fry die Verhältnisse und konzentriert sich in seiner Arbeit auf die Erstellung einer Legende, um sein eigentliches Anliegen zu tarnen. Letztendlich kommt er mit dieser Melange aus Anpassung und Widerstand zum Erfolg und kann gleich im ersten Anlauf Marc Chagall, Heinrich Mann, Lion Feuchtwanger und anderen zur Flucht über die spanische Grenze und damit letztlich in die USA verhelfen.

## Kritiken
Janet Branagan verglich den Film im „Apollo Guide“ mit dem Film Schindlers Liste. Sie lobte die Darstellungen, unter anderen jene von William Hurt.

## Auszeichnungen
Julia Ormond gewann im Jahr 2001 den Golden Satellite Award in der Kategorie Beste Nebendarstellerin. Der Film als Bester Fernsehfilm und William Hurt wurden für den gleichen Preis nominiert.
Nicoletta Massone wurde 2002 für die Kostüme für den Genie Award nominiert. Lionel Chetwynd wurde 2002 für den Writers Guild of America Award nominiert.

## Hintergrund
Die Dreharbeiten fanden in Montreal statt.